# 3289 Mitani
3289 Mitani este un asteroid din centura principală, descoperit pe 7 septembrie 1934, de Karl Reinmuth.